# Oryctes rhinoceros
El escarabajo rinoceronte asiático, escarabajo rinoceronte del coco o escarabajo rinoceronte de palma de coco (Oryctes rhinoceros) es una especie de escarabajos rinocerontes de la familia Scarabaeidae. El escarabajo rinoceronte ataca el desarrollo de las frondas de rafia, coco, palma de aceite y otras palmas en Asia tropical y en varias islas del Pacífico. Las frondas dañadas tienen cortes típicamente triangulares. El escarabajo mata las palmas (particularmente a las recientemente plantadas) al destruir las yemas de crecimiento al alimentarse de ellas. Las larvas no dañan cultivos, pero se desarrollan en troncos caídos, muertos y en otra materia orgánica.
En 1964 se introdujo accidentalmente en algunos países y la amenaza percibida llevó a la creación de un fondo especial de Naciones Unidas establecido a través del Foro del Pacífico Sur, con el objetivo de la "erradicación del escarabajo rinoceronte e insectos relacionados en el Pacífico Sur".  Los colaboradores del fondo fueron Australia, Francia, Nueva Zelanda, el Reino Unido, Estados Unidos de América y Samoa Occidental.
Las medidas de control incluyen el uso de métodos culturales, como sanidad de cultivos y el uso de cultivos de cobertura, feromonas, junto con controles biológicos como la manipulación de Metarhizium majus
El escarabajo es una especie invasora en Hawái, donde fue encontrado el 23 de diciembre de 2013. Al parecer llegó por carga de avión. En México se registró en 2014 en Colima y recientemente en 2020 en Jalisco.